# Live Peace in Toronto 1969
Albums par John Lennon
Wedding Album
(1969) John Lennon/Plastic Ono Band
(1970)
Albums par Yoko Ono
Wedding Album
(1969) Yoko Ono/Plastic Ono Band
(1970)
Live Peace in Toronto 1969 est un album live du Plastic Ono Band, sorti le 12 décembre 1969. Enregistré le 13 septembre 1969 lors du Toronto Rock and Roll Revival, c'est  le premier album live d'un membre des Beatles en solo. John Lennon et sa femme Yoko Ono reçoivent un appel des promoteurs, John Brower et Kenny Walker, puis réunissent un groupe composé d'Eric Clapton à la guitare, Klaus Voormann à la basse et le batteur Alan White. Le groupe s'envole pour Toronto et effectue de brèves répétitions dans l'avion avant d'apparaître sur la scène du festival  pour interpréter plusieurs chansons dont Cold Turkey qui est jouée pour la première fois en public. De retour chez lui, Lennon mixe l'album en une journée.
À sa sortie, l'album culmine à la 10ème place du Billboard 200 et est certifié disque d'or par la RIAA, se vendant à plus de 1 000 000 d'exemplaires. Au Royaume-Uni, l'album n'est pas entré dans les charts. L'album original comprenait un calendrier. Un film réalisé par D.A. Pennebaker, Sweet Toronto comprenant plusieurs performances en plus de celle du Plastic Ono Band, est sorti en 1971.

## Historique
Les promoteurs canadiens John Brower et Kenny Walker organisent un festival de rock 'n' roll qui a lieu au Varsity Stadium de l'université de Toronto, le 13 septembre 1969 et qui attire plus de 20 000 spectateurs. Les plus grands représentants du rock 'n' roll tels que Chuck Berry, Little Richard, Jerry Lee Lewis, Bo Diddley et Gene Vincent se partagent l'affiche. Ils programment également des groupes plus actuels comme Alice Cooper, Chicago Transit Authority et The Doors en tête d'affiche. Brower contacte John Lennon pour savoir s'il serait disposé à être le maître de cérémonie. Lennon accepte qu'à la seule condition qu'il puisse se produire sur scène avec un groupe.
Alors que les Beatles venaient de terminer l'enregistrement de leur dernier album Abbey Road, Lennon assemble à la hâte un groupe de musiciens, sous le nom du Plastic Ono Band, composé du guitariste Eric Clapton, du bassiste Klaus Voormann et du futur batteur de Yes, Alan White, pour l'accompagner lui et Yoko. Ils répètent rapidement pendant le vol transatlantique de Londres à Toronto.
D'autres versions live de Cold Turkey et Don't Worry Kyoko, enregistrées quelques semaines plus tard, seront entendues sur Some Time in New York City paru en 1972 et les mêmes enregistrements de Dizzy Miss Lizzy et Blue Suede Shoes se retrouveront dans la compilation Instant Karma: All-Time Greatest Hits parue en 2002. Le même enregistrement de cette dernière chanson sera aussi entendu sur Go Cat Go!, l'album hommage à Carl Perkins sorti en 1996.

## Enregistrement
L'album est techniquement la bande-sonore du film documentaire Sweet Toronto, réalisé par D.A Pennebaker et sorti en 1971
L'album comporte la prestation complète du Plastic Ono Band. Pour rester dans le thème du festival, Lennon interprète trois classiques du rock 'n' roll, dont deux qu'il avait déjà joués avec les Beatles. Il choisit également Yer Blues des Beatles, que Clapton avait déjà joué avec lui l'année précédente dans le film The Rock and Roll Circus des Rolling Stones, et ses deux récents singles, Give Peace A Chance et Cold Turkey. Yoko interprète une de ses chansons, Don't Worry Kyoko, qui avait été la face B de Cold Turkey, et une autre pièce, John, John (Let's Hope For Peace) composée de cris et de feedback intenses.

## Réception
La maison de disques EMI est d'abord réticente à l'idée de publier l'album, après les échecs commerciaux des trois albums expérimentaux de John et Yoko, Two Virgins, Life With The Lions et Wedding Album. Le succès américain de l'album sera une agréable surprise. Il culmine à la 10e place dans le classement du Billboard 200 et est certifié disque d'or par le RIAA.

## Liste des chansons
| 1. | Blue Suede Shoes           | Carl Perkins                 | 3:50 |
| 2. | Money (That's What I Want) | Janie Bradford / Berry Gordy | 3:25 |
| 3. | Dizzy Miss Lizzy           | Larry Williams               | 3:24 |
| 4. | Yer Blues                  | Lennon / McCartney           | 4:12 |
| 5. | Cold Turkey                | Lennon                       | 3:34 |
| 6. | Give Peace a Chance        | Lennon / McCartney           | 3:41 |

| 7. | Don't Worry Kyoko (Mummy's Only Looking for Her Hand in the Snow) | Yoko Ono | 4:48  |
| 8. | John, John (Let's Hope for Peace)                                 | Yoko Ono | 12:38 |

## Fiche technique

### Interprètes
- John Lennon : chant, guitare rythmique
- Yoko Ono : chant, cris
- Eric Clapton : guitare solo, chœurs
- Klaus Voormann : basse
- Alan White : batterie
- Kim Fowley : présentation du groupe

## Sources
- (en) Cet article est partiellement ou en totalité issu de l’article de Wikipédia en anglais intitulé « Live Peace in Toronto 1969 » (voir la liste des auteurs).